# Lamotte-Warfusée
Lamotte-Warfusée là một xã ở tỉnh Somme, vùng Hauts-de-France, Pháp.

## Địa lý
Thị trấn này tọa lạc trên tuyến đường N29, khoảng 16 dặm Anh về phía đông của Amiens.
Lamotte-Warfusée được lập năm 1974, thông qua việc hợp nhất hai xã Lamotte-en-Santerre và Warfusée-Abancourt.

## Dân số
| 1962                                                         | 1968 | 1975 | 1982 | 1990 | 1999 |
| ------------------------------------------------------------ | ---- | ---- | ---- | ---- | ---- |
| 434                                                          | 447  | 436  | 447  | 481  | 513  |
| Số liệu điều tra dân số từ năm 1962, dân số không tính trùng |      |      |      |      |      |